# Soiano del Lago
Soiano del Lago (Soià in dialetto bresciano) o semplicemente Soiano, è un comune italiano di 1 937 abitanti della provincia di Brescia in Lombardia.

## Geografia fisica
Il paese si trova su una collina sovrastante la sponda occidentale del lago di Garda. Il clima è di tipo continentale con inverni più caldi rispetto al capoluogo Brescia per gli influssi del lago.

## Economia
Soiano è il paese con il terzo PIL procapite più alto dell'intera Provincia di Brescia  (22.087 € all'anno) (dato: dichiarazioni redditi anno 2022). Sono presenti numerose seconde case. L'economia del paese è sostenuta dall'agricoltura (il 21% della popolazione è agricoltore), dall'allevamento, dal turismo e dall'industria metalmeccanica.

## Storia

### Simboli
Lo stemma e il gonfalone sono stati concessi con decreto del presidente della Repubblica del 26 gennaio 1987.
Il gonfalone è un drappo partito di rosso e di azzurro.
Il 15 aprile 2023, il giorno della presentazione delle liste per le Elezioni Amministrative 2023, sono apparse scritte con minacce di morte al sindaco in carica Alessandro Spaggiari sul muro esterno del Municipio.

## Società

### Evoluzione demografica
Abitanti censiti

<noin|a16 = 2021|p16 =clude>
1. 1 2   Bilancio demografico mensile anno 2024 (dati provvisori), su demo.istat.it, ISTAT.
2. ↑  Comune di Soiano del Lago - Statuto.
3. ↑   Classificazione sismica (XLS), su rischi.protezionecivile.gov.it.
4. ↑   Tabella dei gradi/giorno dei Comuni italiani raggruppati per Regione e Provincia (PDF), in Legge 26 agosto 1993, n. 412, allegato A, Agenzia nazionale per le nuove tecnologie, l'energia e lo sviluppo economico sostenibile, 1º marzo 2011,  p. 151. URL consultato il 25 aprile 2012 (archiviato dall'url originale il 1º gennaio 2017).
5. ↑   Toponimi in dialetto bresciano, su brescialeonessa.it.
6. ↑   Dati - Comune di Soiano del Lago, su tuttitalia.it.
7. ↑   Soiano, il paese con più piscine e seconde case al mondo (Corriere della Sera), su brescia.corriere.it.
8. ↑   Soiano del Lago, decreto 1987-01-26 DPR, concessione di stemma e gonfalone, su Archivio Centrale dello Stato. URL consultato il 18 ottobre 2022.
9. ↑   Minacce di morte al sindaco: accanto al suo nome un cappio, su BresciaToday. URL consultato il 7 marzo 2024.
10. ↑   GardaToday, Soiano: proseguono le indagini relative alle minacce al sindaco Spaggiari, su gardatoday.it, 23 giugno 2023. URL consultato il 7 marzo 2024.
11. ↑  Statistiche I.Stat ISTAT  URL consultato in data 28-12-2012.
Nota bene: il dato del 2021 si riferisce al dato del censimento permanente al 31 dicembre di quell'anno. Fonte:  Popolazione residente per territorio - serie storica, su esploradati.censimentopopolazione.istat.it.

### Etnia degli abitanti
Al 2023, il censimento etnico era:
| Nazionalità | %      | Popolazione |
| ----------- | ------ | ----------- |
| Italiani    | 64,55% | 1225        |
| Macedoni    | 14,01% | 265         |
| Tedeschi    | 9,32%  | 176         |
| Albanesi    | 6,80%  | 129         |
| Russi       | 5,09%  | 99          |
| Moldavi     | 0,22%  | 4           |

### Reddito procapite
| Anno | PIL procapite (nominale) |
| ---- | ------------------------ |
| 2023 | € 22087                  |
| 2022 | € 20258                  |
| 2021 | € 17916                  |
| 2020 | € 18142                  |
| 2019 | € 16521                  |

## Monumenti e luoghi d'interesse

### Chiesa di San Michele Arcangelo
La chiesa di Soiano, la cui prima testimonianza è attestata intorno al 1454, è il luogo di culto principale di Soiano.

### Castello di Soiano
Il castello di Soiano è situato nel centro del paese, un punto strategico a causa della vista su tutta la vallata. Nel 1985 il castello venne donato dalla famiglia Omodeo-Salè al Comune di Soiano del Lago. In estate viene utilizzato anche per ospitare concerti.

## Amministrazione
| Periodo           | Periodo           | Primo cittadino                | Partito                         | Carica      | Note        |
| ----------------- | ----------------- | ------------------------------ | ------------------------------- | ----------- | ----------- |
| 24 aprile 1995    | 22 aprile 1996    | Luigi Gatti                    | lista civica                    | Sindaco     |             |
| 22 aprile 1996    | 18 novembre 1996  | Roberta Verrusio               |                                 | Commissario | [ 5 ]       |
| 18 novembre 1996  | 30 maggio 2006    | Roberto Rossato                | lista civica di centro-sinistra | Sindaco     |             |
| 30 maggio 2006    | 6 giugno 2016     | Paolo Festa                    | lista civica di centro-destra   | Sindaco     |             |
| 6 giugno 2016     | 11 settembre 2017 | Giuseppe Previ                 | Lega Nord                       | Sindaco     |             |
| 11 settembre 2017 | 11 giugno 2018    | Salvatore Rosario Pasquariello |                                 | Commissario | [ 6 ] [ 7 ] |
| 11 giugno 2018    | in carica         | Alessandro Spaggiari           | lista civica                    | Sindaco     |             |

### Elezioni comunali del 2006
I risultati delle elezioni comunali di Soiano del Lago del 2011, con un'affluenza pari al 73,3%, sono stati:
| Candidato       | Percentuale | Nº di voti | Nº di seggi |
| --------------- | ----------- | ---------- | ----------- |
| Paolo Festa     | 52,90%      | 491        | 8           |
| Giorgio Pastori | 25,30%      | 235        | 2           |
| Annibale Perini | 21,80%      | 203        | 2           |

### Elezioni comunali del 2011
I risultati delle elezioni comunali di Soiano del Lago del 2011, con un'affluenza pari al 80,03%, sono stati:
| Candidato      | Percentuale | Nº di voti | Nº di seggi |
| -------------- | ----------- | ---------- | ----------- |
| Paolo Festa    | 45,76%      | 475        | 6           |
| Giuseppe Previ | 30,44%      | 316        | 2           |
| Paola Raineri  | 23,79%      | 247        | 1           |

### Elezioni comunali del 2016
I risultati delle elezioni comunali di Soiano del Lago del 2016, con un'affluenza pari al 64,93%, sono stati:
| Candidato       | Percentuale | Nº di voti | Nº di seggi |
| --------------- | ----------- | ---------- | ----------- |
| Giuseppe Previ  | 49,21%      | 471        | 7           |
| Paolo Festa     | 34,48%      | 330        | 2           |
| Giorgio Pastori | 16,30%      | 156        | 1           |

### Elezioni comunali del 2018
I risultati delle elezioni comunali di Soiano del Lago del 2018, con un'affluenza pari al 60,68% (60,69% per alcune fonti), sono stati:
| Candidato            | Percentuale | Nº di voti | Nº di seggi |
| -------------------- | ----------- | ---------- | ----------- |
| Alessandro Spaggiari | 59,7%       | 548        | 7           |
| Francesca Minini     | 40,3%       | 370        | 3           |

### Elezioni comunali del 2023
I risultati delle elezioni comunali di Soiano del Lago del 2023, con un'affluenza pari al 54,41%, sono stati:
| Candidato            | Percentuale | Nº di voti | Nº di seggi |
| -------------------- | ----------- | ---------- | ----------- |
| Alessandro Spaggiari | 45,2%       | 391        | 7           |
| Luca Rossato         | 33,9%       | 293        | 2           |
| Mario Minini         | 20,9%       | 181        | 1           |

## Clima
| Mese                  | Mesi         | Mesi         | Mesi        | Mesi        | Mesi        | Mesi        | Mesi        | Mesi        | Mesi        | Mesi        | Mesi        | Mesi        | Stagioni | Stagioni | Stagioni | Stagioni | Anno |       |
| Mese                  | Gen          | Feb          | Mar         | Apr         | Mag         | Giu         | Lug         | Ago         | Set         | Ott         | Nov         | Dic         | Inv      | Pri      | Est      | Aut      | Anno |       |
| --------------------- | ------------ | ------------ | ----------- | ----------- | ----------- | ----------- | ----------- | ----------- | ----------- | ----------- | ----------- | ----------- | -------- | -------- | -------- | -------- | ---- | ----- |
| T. media (°C)         | −6,3         | −2,0         | 1,1         | 5,6         | 16,7        | 28,9        | 34,4        | 37,5        | 26,1        | 9,1         | −1,8        | −4,2        | −4,2     | 7,8      | 33,6     | 11,1     | 12,1 |       |
| T. max. assoluta (°C) | 11,0 (2022)  | 18,2 (2021)  | 22,1 (2023) | 29,7 (1991) | 36,1 (1974) | 44,1 (1999) | 42,6 (2022) | 38,7 (2010) | 36,2 (2012) | 21,7 (2013) | 18,5 (2022) | 4,5 (2023)  | 18,2     | 36,1     | 44,1     | 36,2     | 44,1 |       |
| T. min. assoluta (°C) | −21,1 (1985) | −14,0 (2013) | −2,4 (1999) | 4,0 (1978)  | 6,0 (1981)  | 12,0 (2022) | 19,0 (1999) | 26,0 (1999) | 25,3 (1999) | 19,0 (2011) | 6,0 (1978)  | −1,0 (1985) | −14,0 (  | −21,1    | −2,4     | 12,0     | 6,0  | −21,1 |
| Giorni di neve        | 5            | 1            | 1           | 0           | 0           | 0           | 0           | 0           | 0           | 1           | 3           | 4           | 10       | 1        | 0        | 4        | 15   |       |
| Giorni di nebbia      | 17           | 12           | 13          | 11          | 4           | 2           | 0           | 0           | 0           | 6           | 11          | 20          | 49       | 28       | 2        | 17       | 96   |       |